# Two of Us (canção de Louis Tomlinson)
"Two of Us" é uma canção do cantor inglês Louis Tomlinson, gravada para seu álbum de estreia Walls (2020). Foi lançada como primeiro single do álbum em 7 de março de 2019.

## Antecedentes e composição
A mãe de Tomlinson, Johannah Deakin, morreu de leucemia em dezembro de 2016; ela tinha 43 anos. Tomlinson já havia falado sobre o vínculo que os dois compartilhavam e disse em uma entrevista que "minha mãe sempre sabia o que estava sentindo e o que queria". A música contém letras referentes a ela, incluindo a frase do primeiro verso: "Você nunca saberá o quanto eu sinto sua falta, no dia em que eles te levaram, eu gostaria que fosse eu."
Tomlinson disse que "precisava tirar essa música do meu peito. As pessoas dizem que escrever faz parte da terapia. De certa forma, eu sinto que estava evitando escrever essa música porque sabia que só tinha uma chance de obtê-la. direito." O refrão da música mostra Tomlinson cantando "Eu serei o melhor de mim, sempre o manterá ao meu lado, eu vou viver uma vida para nós dois".

## Vídeo musical
O vídeo clipe foi lançado em 16 de maio de 2019. O vídeo oficial da música, em que ele ajuda um homem chamado Richard a preencher itens em sua lista de desejos, também pede aos espectadores que doem para três instituições de caridade diferentes: o Bluebell Wood Children's Hospice (do qual ele é patrono), Cancer Research UK (em homenagem à mãe) e à Alzheimer's Society.

## Desempenho nas tabelas musicas

### Posições
| Tabela musical (2019)                    | Melhor posição |
| ---------------------------------------- | -------------- |
| Austrália (ARIA)                         | 13             |
| Bélgica (Ultratop de Flandres)           | 26             |
| Escócia (Official Charts Company)        | 17             |
| Estados Unidos (Billboard Digital Songs) | 43             |
| Hungria (Single Top 40)                  | 7              |
| Irlanda (IRMA)                           | 6              |
| Nova Zelândia (RMNZ)                     | 14             |
| Reino Unido (UK Singles Chart)           | 64             |
| Suécia (Sverigetopplistan)               | 16             |